# Alfred Dehé
Alfred Dehé, né le 21 février 1899 à Busigny et mort le 11 janvier 1969 dans la même ville, est un homme politique français.

## Biographie
Alfred Édouard Dehé est né de Édouard Jean-Baptiste Alfred Dehé, entrepreneur et de Marie Augustine Moniaux, ménagère. Il a pour frère Alfred Abel Dehé (1891-1947) également entrepreneur de travaux publics et ancien conseiller municipal de Busigny. Il épouse Madeleine Cécile Dehé le 23 avril 1923 à Paris (6e arrondissement).
Chef d'entreprise de profession, il est élu conseiller général du canton de Clary en 1951. L'année suivante, il se présente aux élections sénatoriales sur la liste menée par Jean Vandaele mais n'est pas élu. En 1953, il est élu maire de Busigny. En 1956, il se présente aux élections législatives aux côtés de Robert Nisse mais n'est pas élu. Il est élu Sénateur en 1958. Il tente de nouveau sa chance aux élections législatives de 1962, mais est élimé dès le premier tour.
À la suite d'un accident, il décide de céder sa place en tant que maire, en 1965, mais continue de siéger au conseil municipal néanmoins.
Il conserve ses mandats de sénateur et de conseiller général jusqu'en 1969. Au Sénat, Roger Deblock lui succède, quant au canton, il revient à Jean Durieux.
Il décède le 11 janvier 1969 à Busigny dans son domicile et est inhumé dans le cimetière du village.

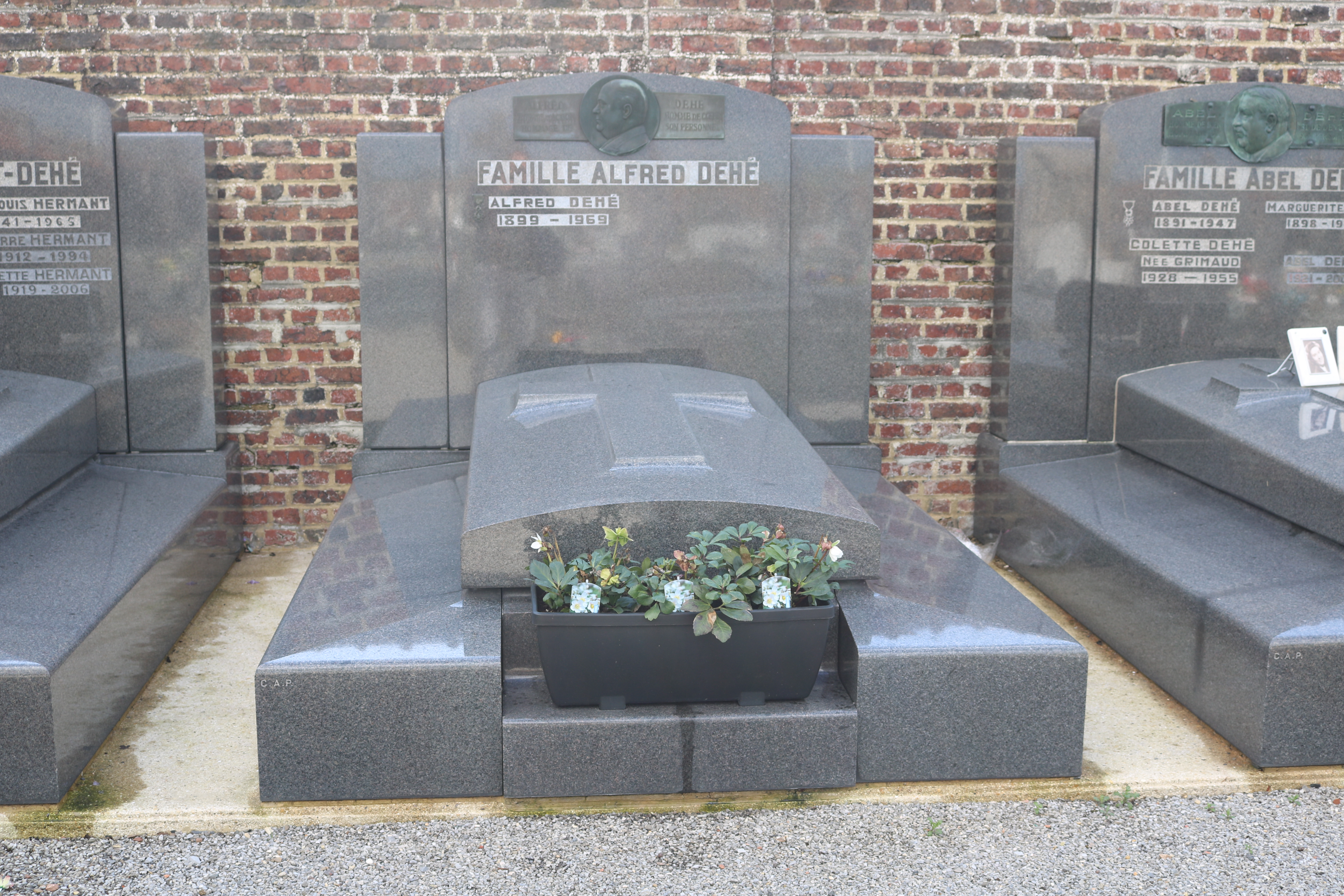
Tombe de Alfred Dehé dans le cimetière de Busigny.

## Détail des mandats et fonctions politiques
Au Sénat
- 26 avril 1959 - 26 septembre 1965 : Sénateur du Nord.

Mandats locaux
- Octobre 1951 - 11 janvier 1969 : Conseiller général du Nord (Canton de Clary)[2].
- De 1953 à 1965 : Maire de Busigny.
- de 1965 au 11 janvier 1969 : Conseiller municipal de Busigny.

## Autres fonctions
Alfred Dehé a également exercé les fonctions suivantes :
- De 1951 à mars 1954 : Président du Syndicat des Entrepreneurs de Travaux Publics de France et d'Outre-mer,
- De 1951 à 1954 : Président de la Fédération Nationale des Travaux Publics,
- Congrès de la Fédération Internationale du Bâtiment et des Travaux Publics en Angleterre, Belgique, Hollande, Espagne, Italie, Suisse, Maroc Suède,
- Président du Dispensaire d'Hygiène Sociale du Secteur de Caudry (Nord),
- Président de l'Harmonie Municipale de Busigny,
- Président d'Honneur de la Section des Médaillés Militaires de Busigny et de Caudry,
- Président d'Honneur de l'Association des Vieux Travailleurs de Busigny,
- Président et créateur du Conseil d'Administration de l’École d'Apprentissage des Travaux Publics à Égletons (Corrèze),
- Administrateur de la Caisse Nationale des Congés Payés des Travaux Publics,
- Administrateur de la Caisse de Prévoyance du Bâtiment et des Travaux Publics,
- Administrateur du Comité Central de Coordination d'Apprentissage du Bâtiment et des Travaux Publics,
- Administrateur de l'Association Paritaire Social du Bâtiment et des Travaux Publics.

## Distinctions
Décorations françaises
- Officier de la Légion d'honneur (1954), chevalier en 1947[2].
- Croix de guerre 1914-1918[3].
- Officier d'Académie (janvier 1953)[2].
- Chevalier de l'ordre du Mérite social (12 janvier 1954)[2].
- Commandeur de l'Ordre de l'Économie nationale[3].
- Médaille commémorative de la guerre 1914-1918[2].

Distinction étrangère
- Diplôme de l'Ambassade d'Amérique[2].